# Толстой Федір Петрович

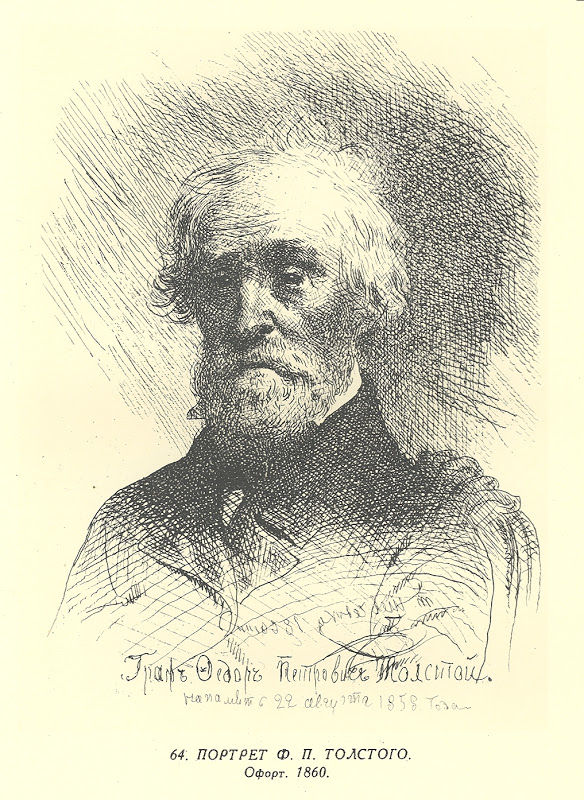
Толстой Федір Петрович

Фе́дір Петро́вич Толсто́й (10 (21) лютого 1783 — 13 (25) квітня 1873) — російський медальєр, різьб'яр і художник, граф. Як віце-президент Російської Академії Мистецтв брав активну участь у викупі Тараса Шевченка з кріпацтва і клопотався ним на засланні. Шевченко вигравірував портрет Толстого (1860).

## Кар'єра
З народження був записаний сержантом в Преображенський полк. Навчався в Полоцькому єзуїтському колегіумі, в Білорусії, потім в Морському кадетському корпусі. Рано виявив талант до образотворчого мистецтва. У 1802 році кадет Толстой почав відвідувати Петербурзьку Академію мистецтв як вільний слухач. У 1804 році подав у відставку і почав кар'єру художника.
У 1820—1828 роках викладав в медальєрному класі Імператорської Академії мистецтв. У 1828 році обраний віце-президентом Академії.
У 1838 році граф поставив балет «Еолова арфа», написав до нього лібрето і навіть був постановником деяких танців.
У 1849 році Рада Академії мистецтв затвердив Толстого на посаді професора за заслуги в галузі скульптури. У 1851 році призначений керуючим художнім відділом Імператорського мозаїчного закладу при Академії мистецтв.